# Bernard Borderie
Bernard Borderie (* 10. Juni 1924 in Paris; † 28. Mai 1978 ebenda) war ein französischer Drehbuchautor und Filmregisseur.

## Leben
Bernard Borderie, der Sohn des Filmproduzenten Raymond Borderie, war zunächst Illustrationszeichner und arbeitete ab 1942 als Regieassistent, z. B. für Jean Dréville und Marcel Carné. Ab 1951 war Borderie selbst als Filmregisseur tätig. Der Erfolg von Im Banne des blonden Satans führte zu einer längerfristigen Zusammenarbeit mit dem Schauspieler Eddie Constantine, der auch in weiteren Streifen den Privatdetektiv Lemmy Caution verkörperte. Auch mit der Angélique-Reihe pflegte Borderie, der für zahlreiche seiner Filme auch das Drehbuch schrieb, bewährte Muster. Ab 1971 war Borderie ausschließlich für das Fernsehen tätig.

## Filmografie
- 1953: Im Banne des blonden Satans (La môme vert-de-gris)
- 1954: Serenade für zwei Pistolen (Les femmes s’en balancent)
- 1954: König der Wüste (Fortune carrée)
- 1957: Morphium, Mord und kesse Motten (Ces dames préfèrent le mambo)
- 1958: Der Gorilla läßt schön grüßen (Le Gorille vous salue bien)
- 1958: In die Falle gelockt (Délit de fuite)
- 1959: Der Gorilla schlägt zu (La valse du Gorille)
- 1960: Der Boß und sein Engel (Le Caïd)
- 1960: Eddie geht aufs Ganze (Comment qu’elle est ?)
- 1961: Das ist nichts für kleine Mädchen (Lemmy pour les dames)
- 1961: Die drei Musketiere (Les trois mousquetaires)
- 1962: Der scharlachrote Musketier (Le chevalier de Pardaillan)
- 1963: Der Triumph des Musketiers (Hardi ! Pardaillan)
- 1963: Zum Nachtisch blaue Bohnen (À toi de faire, Mignonne)
- 1964: Angélique (Angélique, marquise des anges)
- 1965: Angélique, 2. Teil (Merveilleuse Angélique)
- 1966: Angélique und der König (Angélique et le roy)
- 1966: 7 Mann und ein Luder (Sept hommes et une garce)
- 1966: Sonderdezernat C III Montmartre (Brigade anti-gangs)
- 1967: Unbezähmbare Angélique (Indomptable Angélique)
- 1968: Angélique und der Sultan (Angélique et le sultan)
- 1968: Catherine – Ein Leben für die Liebe (Catherine, il suffit d’un amour)
- 1972: Wie bitte werde ich ein Held? (À la guerre comme à la guerre)